# 紅庫特 (盧甘斯克州)
紅庫特（烏克蘭語：Красний Кут）法理上是烏克蘭東部盧甘斯克州羅韋尼基區赫魯斯塔利內市鎮的鎮。該鎮始建於1775年，面積14.81平方公里，海拔高度149米，2011年人口2,563，人口密度每平方公里173.06人。